# Bart contre Itchy et Scratchy
Bart contre Itchy et Scratchy (Bart vs. Itchy & Scratchy) est un épisode de la série télévisée d'animation Les Simpson. Il s'agit du dix-huitième épisode de la trentième saison et du 657e de la série.

## Synopsis
Les Simpson sont à la convention des fans de Krusty où ce dernier présente un reboot de l'émission Itchy & Scratchy Show où les personnages sont dorénavant féminins. Lisa est ravie, ainsi que les autres filles présentes, mais Bart et les autres garçons décident de boycotter cette nouvelle version. Ils se réunissent dans le salon des Simpson, mais éteignent la télévision quand l'émission commence. Lisa décide, elle, de se filmer pendant qu'elle regarde le programme dans sa chambre. Bart, qui a entendu les voix de la série, ne peut s'empêcher d'y jeter un coup d'œil et éclate de rire, ce qu'il dissimule soigneusement à ses amis. Lisa ne supporte pas son hypocrisie et met la vidéo de sa réaction sur internet.
Ses amis à l'école sont en colère contre lui, il essaie de se défendre, mais Milhouse prend la tête du groupe en leur ordonnant de s'en prendre à Bart. Poursuivi, il se réfugie dans les toilettes des filles où il tombe sur trois filles rebelles qui n'apprécient pas sa présence. Elles s'apprêtent à vandaliser le bureau du principal Skinner, ce qui plaît beaucoup à Bart. Il décide de les aider et à sa grande surprise, se retrouve à faire partie de ce groupe. Il ne révèle rien à personne, mais Lisa perce son secret. Même si elle approuve ce groupe de filles rebelles, elle doute que son frère comprenne leur combat et craint d'y participer elle-même. Quand la nouvelle version d'Itchy & Scratchy est annulée sous la pression des garçons, les trois filles rebelles décident de frapper fort et de détruire les bandes d'origine de l'émission. Voulant l'empêcher, Bart est neutralisé, Lisa le retrouve et ensemble, ils vont essayer d'empêcher cet acte irréversible.

## Réception
Lors de sa première diffusion, l'épisode a attiré 1,99 million de téléspectateurs.